# Rampside
Rampside – wieś w Anglii, w Kumbrii, w dystrykcie (unitary authority) Westmorland and Furness. Leży 91 km na południe od miasta Carlisle i 352 km na północny zachód od Londynu.